# 保存会
保存会（ほぞんかい、英: Preservation Society、Historical Society）とは、廃れつつある文化・伝統芸能・風習などを後世に伝えるために組織された団体。

## 概要
保存会には、財団法人のものから個人的組織のものまで多数ある。保存対象によっては、政府機関からの委嘱を受け活動を行うものもある。

## 保存対象
その保存会ごとに保存対象は様々で、祇園祭・青森ねぶた祭りなどの祭、秋田犬・白蛇などの貴重種、小鹿田焼・ふとん太鼓などの伝統芸能、愛知登文会や愛岐トンネル群保存再生委員会のように伝統的建造物の保存と活用を図る団体など、多様である。

## 主な活動

### 実態調査
保存対象の現状・衰勢などを調査する。

### 記録・保存
保存対象にまつわる資料や映像などを収集し、記録・保存する。古い資料を旧家などから集めたり、保存対象の伝承者の映像を自ら撮影するなどすることもある。

### 保存対象の伝承
保存対象が祭や伝統芸能などの場合、それを絶やさず伝承するために、伝承者の支援・伝承者の育成などを行う。